# حركة 13 نوفمبر الثورية

علم حركة 13 نوفمبر الثورية.

حركة 13 نوفمبر الثورية (بالإسبانية: Movimiento Revolucionario 13 Noviembre) هي حركة يسارية في غواتيمالا. تأسست المنظمة في 1960 من قبل عدد من الضباط المنشقين. كان أحد أسباب تأسيسها هو الاحتجاجات الشعبية ضد حكومة الرئيس ميغيل إيديغورس فوينتيس بعد انتخابه في عام 1958.
قاد الحركة لويس أوغوستو تورثيوس ليما، ماركو أنتونيو يون سوزا ولويس تريخو إسكيفيل. ألقي القبض على أليخاندرو دي ليون، أحدد مؤسسي الحركة، من قبل الشرطة وأطلق النار عليه في 1961. في 1963، انضمت الحركة إلى القوات المسلحة المتمردة.